# Georges Diebolt
Georges Diebolt (Dijon, 1816 - París, 1861) es un escultor francés de mediados del siglo XIX, que se especializó en obras monumentales encargadas por vía oficial, de las que la más conocida es " el Zuavo del puente del Alma, en París.

## Biografía
Georges Diebolt es formado, parece, en la Escuela nacional de las Bellas Artes en París antes de pasar por la Villa Médicis en Roma al final del reinado de Louis-Philippe. Se hará apreciar por obras de factura académica de las que es un anticipo su bajorrelieve en yeso " La muerte de Démosthène " de 1841 conservado en la Escuela Nacional superior de las bellas artes, o " La Villanelle " expuesta en el Salón de 1848 y observada por Théophile Gautier que la describe así.:

Una cabeza encantadora y delante de la cual, un crítico forzado a echar por lo menos una ojeada a cinco mil objetos de arte, se quedaría en su contemplación las horas enteras, es la Villanelle del Sr. Diébolt. Es imposible ver un perfil más fino, más puro, más regular, una serenidad más cándida y más dulce. El peinado es apuntado con una gracia perfecta y encuadra a las mil maravillas el corte de la frente

También dejó algunos cuadros más o menos románticos como Héro y Léandre expuesto en la gran galería del siglo XIX del museo Roger-Quilliot en Clermont-Ferrand.
En su breve carrera de escultor, sacará amplio provecho de encargos públicos bajo el Segundo Imperio: será muy solicitado para obras monumentales y recibirá la Legión de honor, antes de morir con solamente 45 años.

## Obras
Trató con eclecticismo tanto los sujetos religiosos como los temas modernos. Así lo vemos en dos ejemplos, el San Juan el Evangelista colocado en el primer piso de la torre Saint-Jacques en París cuya restauración se ha mantenido a partir de 1852 y la victoria marítima colocada sobre el lateral del puente de Austerlitz en 1854.

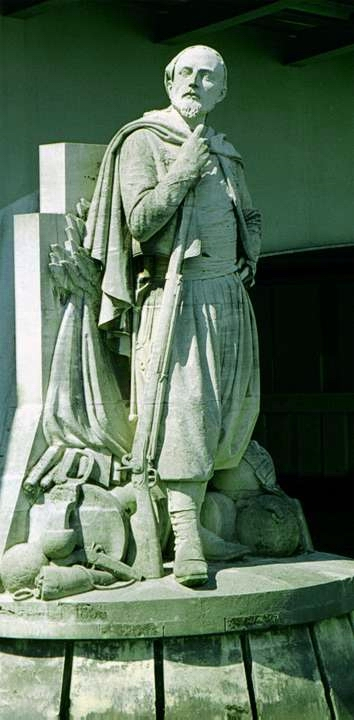
Diebolt - El Zuavo del puente del Alma en París.

Realizó también piezas para fuentes públicas como la de Nîmes en colaboración con James Pradier o algunas de las estatuas que decoran el nuevo Louvre inaugurado por Napoleón III en 1857. También le debemos algunas de las obras que dominaban el Palacio de las Artes y de la Industria construido para la Exposición universal de 1855 que han sido vueltas a montar en el parque de Saint-Cloud tras la demolición del edificio.
Pero es sobre todo su participación en la decoración del puente del Alma de París la que le otorgó celebridad: esculpió dos de las estatuas de soldados encargadas para rendir homenaje a los ejércitos de la Guerra de Crimea (1854-1855), el Zuavo y el Granadero, inauguradas el 15 de agosto de 1858. Los otros dos soldados, el Artillero y el Zapador, son ambos de Auguste Arnaud.
Estas obras monumentales (6 metros de altura y varias decenas de toneladas)fueron retiradas en el momento de la reparación del puente en 1963 y vueltas a montar.
El zuavo de Diebolt, a quien los parisinos aprecian, ha sido recolocado cerca de la orilla derecha del Sena en el mismo puente de Alma y continúa sirviendo de indicación para las crecidas del río.

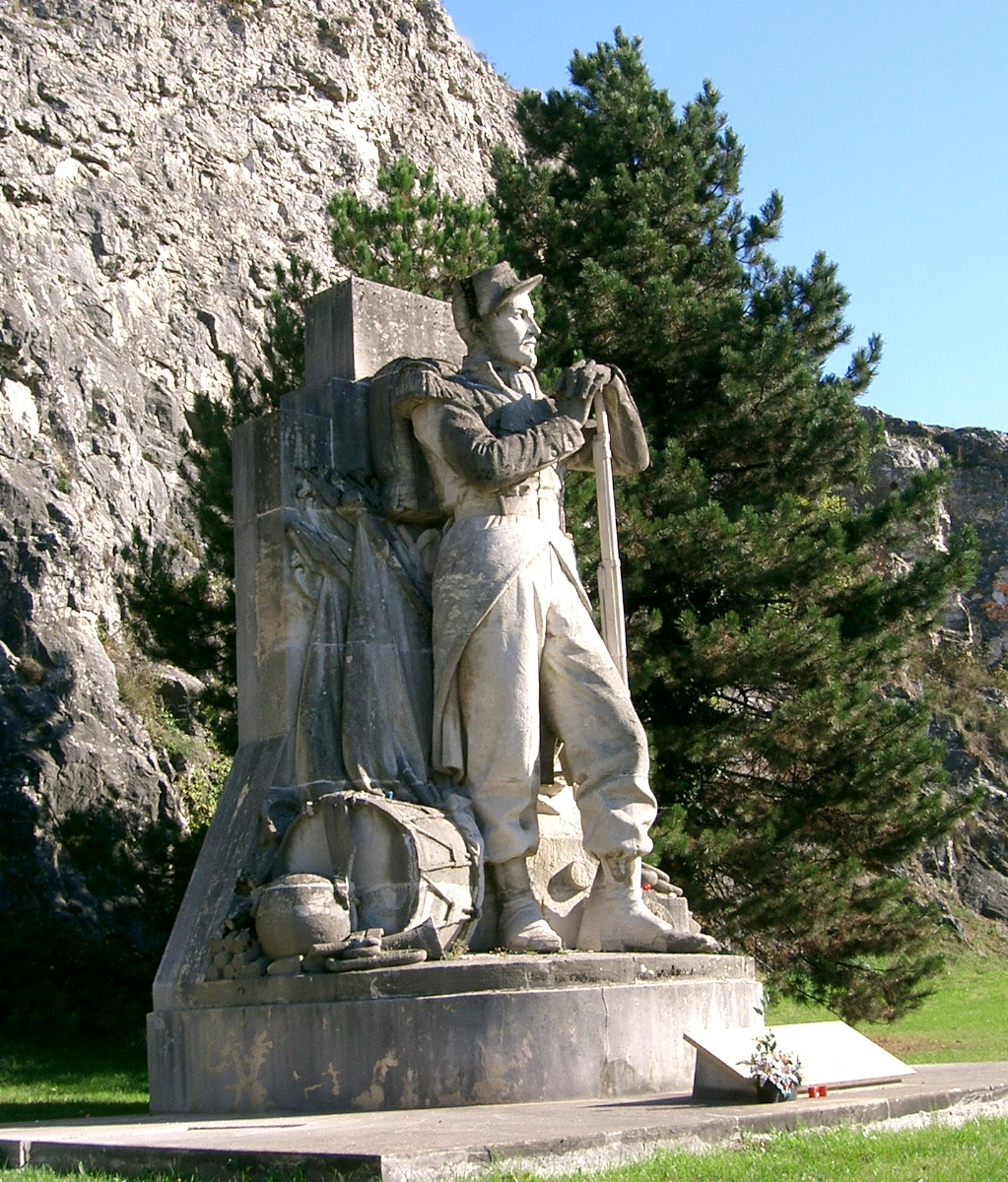
El antiguo granadero del puente del Alma reubicado en Dijon.

El Granadero ha sido recogido por la ciudad de Dijon, lugar de nacimiento de Georges Diebolt, e instalado a la orilla de lago Kir en 1970, sobre el camino de París.

## Ampliaciones
Georges Diebolt es contemporáneo de artistas muy conocidos como James Pradier (1792-1852), amigo de Victor Hugo, Antoine-Louis Barye (1796-1875), el escultor de animales, o Jean-Baptiste Carpeaux (1827-1875) autor del famoso grupo de La Danse de 1869. Conoció también a Frédéric Auguste Bartholdi (1834-1904), creador, entre otras obras, de la Estatua de la Libertad de Nueva York y del león de Belfort y también a Emmanuel Frémiet (1824-1910) escultor de la Juana de Arco de la plaza de las Pirámides o del Saint Michel situado en la cúspide del Monte Saint-Michel.